# رافائل کاستیو
رافائل کاستیو (به اسپانیایی: Rafael Castillo) شهری در کشور آرژانتین، استان بوئنوس آیرس است که در سال ۲۰۰۹ میلادی، حدود ۱۰۳٬۹۹۲ نفر جمعیت داشته‌است.